# Flatnes
Die Flatnes (norwegisch für Flache Landspitze) ist eine 5 km Gletscherzunge an der Ingrid-Christensen-Küste des ostantarktischen Prinzessin-Elisabeth-Lands. Im südöstlichen Teil der Prydz Bay bildet sie die westliche Begrenzung der Hovdevika.
Norwegische Kartografen, die sie auch benannten, kartierten sie anhand von Luftaufnahmen, die bei der Lars-Christensen-Expedition 1936/37 entstanden sind. Der US-amerikanische Kartograf John H. Roscoe ermittelte die eigentliche Natur des Objekts anhand von Luftaufnahmen der US-amerikanischen Operation Highjump (1946–1947), was zu einer entsprechenden Anpassung der Benennung führte.